# Isaac Watts
Isaac Watts (Southampton, 17 luglio 1674 – Stoke Newington, 25 novembre 1748) è stato un teologo, compositore e poeta britannico.

## Biografia
Prolifico e popolare autore di inni, non poté entrare all'Università di Oxford o a quella di Cambridge non essendo di religione anglicana bensì congregazionalista, pertanto si formò nell'accademia di Stoke Newington. Nel 1698 divenne ministro ecclesiastico e alcuni anni dopo pastore protestante nella Chiesa di St. Mark's Lane. 
Tra le sue opere più diffuse vi sono Catechism e Scripture History. Tra gli inni e le poesie sacre vi sono Horae lyricae (1706), Hymns (1707) e Psalms of David (1719).